# Arctostaphylos stanfordiana
Arctostaphylos stanfordiana là một loài thực vật có hoa trong họ Thạch nam. Loài này được Parry mô tả khoa học đầu tiên năm 1887.